# Adolph Saurer

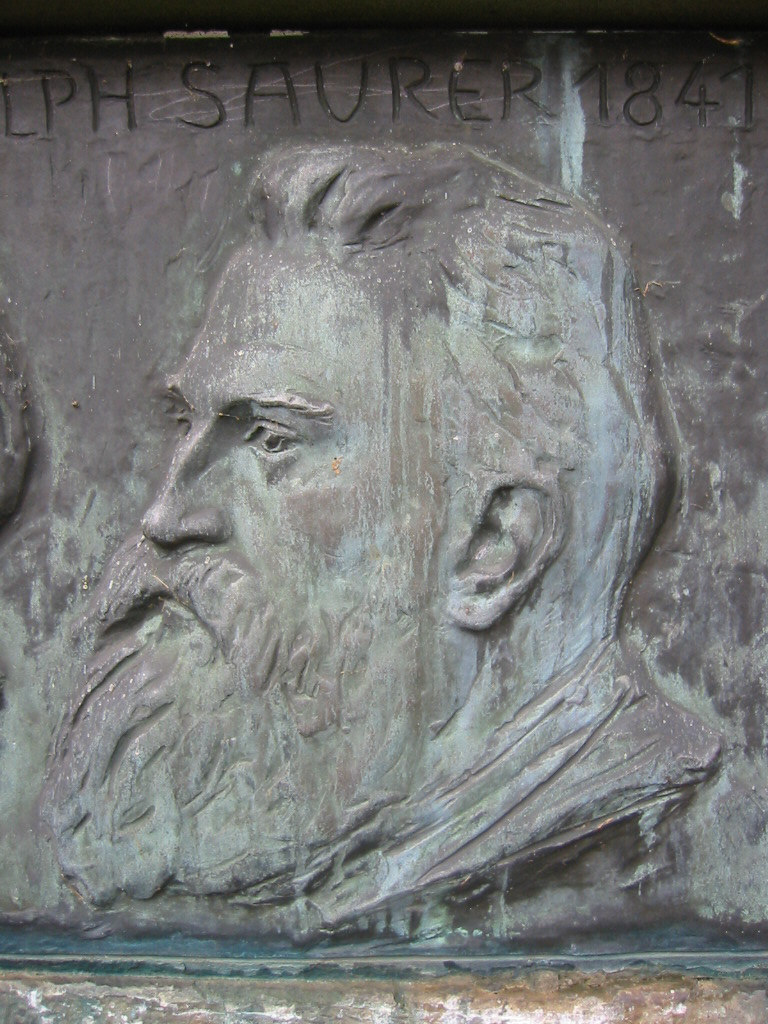
Porträt Adolph Saurers. Detail aus dem Bronzerelief in der Mauer des Schlosses Arbon. Erstellt vom Eglisauer Künstler Ernst Heller zum Saurer-Jubiläum 1953

Adolph Saurer (* 14. Februar 1841 in Tablat; † 23. Februar 1920 in Arbon TG; heimatberechtigt ab 1854 in Tablat SG und 1875 in Arbon TG)  war ein Schweizer Unternehmer.

## Leben
Saurer wurde 1841 in Tablat geboren. Sein Vater war Franz Saurer (1806–1882) aus Veringendorf (Fürstentum Hohenzollern-Sigmaringen) stammend, seine Mutter Maria Catharina Saurer (geborene Kunz). Er war bei seiner Geburt badischer Staatsangehöriger und wurde erst 1854 in Tablat eingebürgert. Er absolvierte eine Ausbildung als Giesser. 1869 übernahm S. die in Arbon ansässige Firma F. Saurer & Söhne und entwickelte diese zu einem industriellen Grossbetrieb, der Stickmaschinen, Webmaschinen und Lastwagen herstellte. Seit 1896 war er Alleineigentümer der Firma Adolph Saurer.
Bei seinem Tod beschäftigte die Firma in Arbon 2918 Personen und erzielte einen Umsatz von 32,3 Millionen Schweizer Franken. Die kurz danach vom einzigen Sohn Hippolyt gegründete Aktiengesellschaft Adolph Saurer bildet das Fundament der heutigen Saurer AG, eines Technologiekonzerns, der im Textilmaschinenbau und in der Antriebstechnik tätig ist.

## Familie
Im Jahre 1870 heiratete Saurer Hedwig Hauser und hatte mit ihr vier Töchter und einen Sohn; Hedwig Saurer (* 1872), Maria Saurer (1873–1940), Meta Saurer (1875–1976) heiratete Peter Spoerry (1866–1940) von Flums, Bruder des Heinrich Spoerry; Nelly Saurer (1889–1958).